# Rathaus Wittenberge

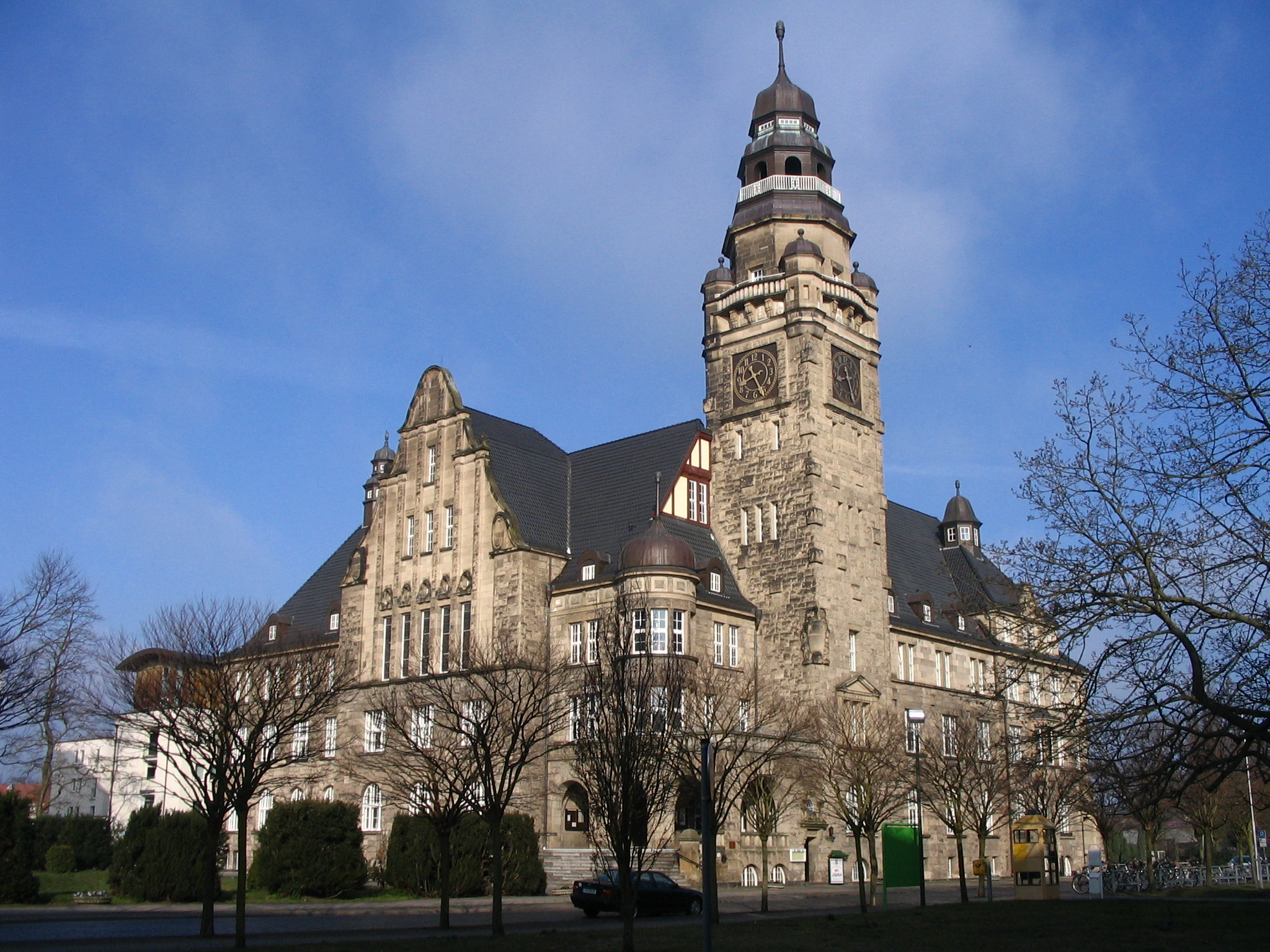
Rathaus Wittenberge

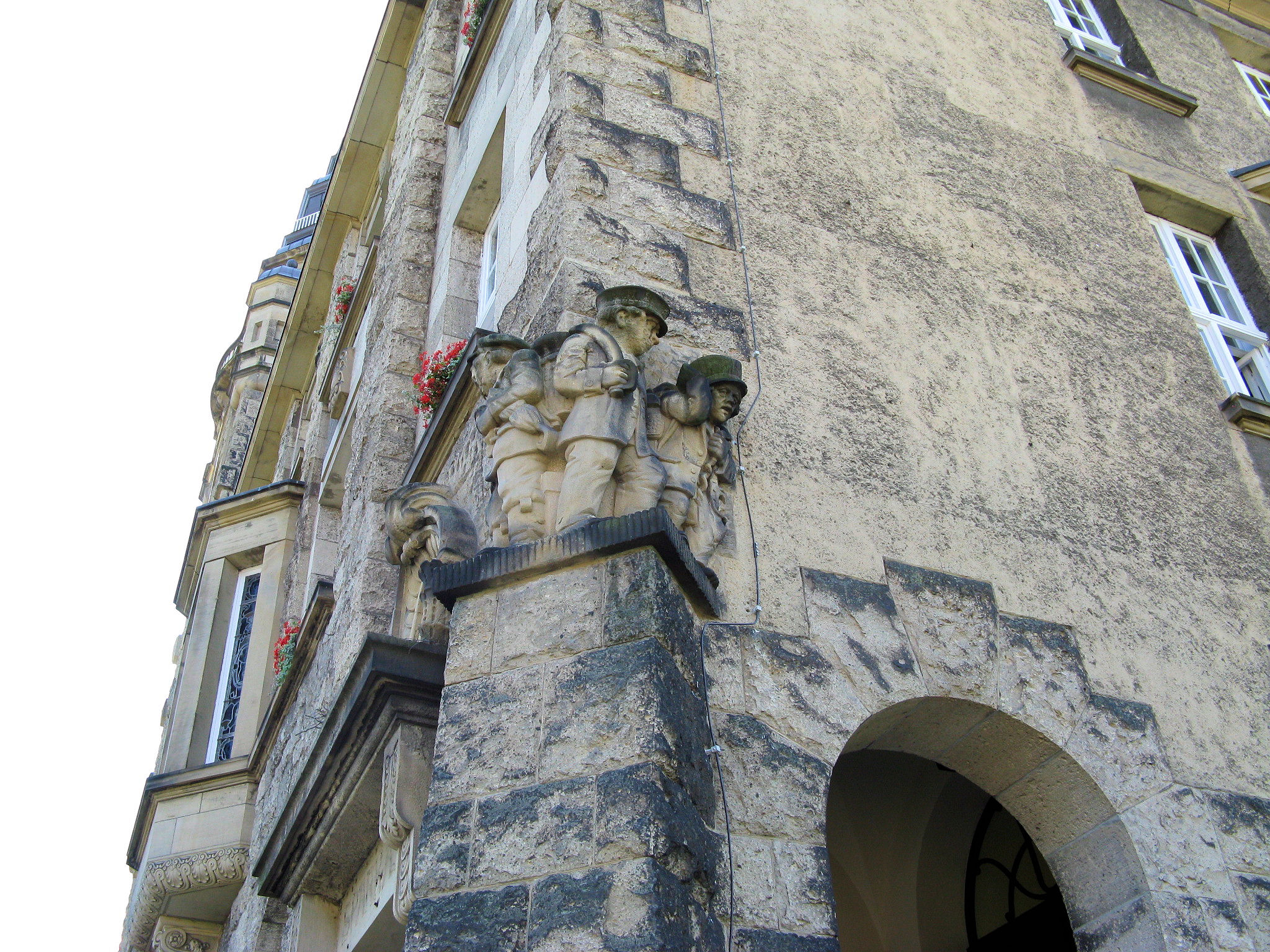
Figurengruppe an einer Hausecke

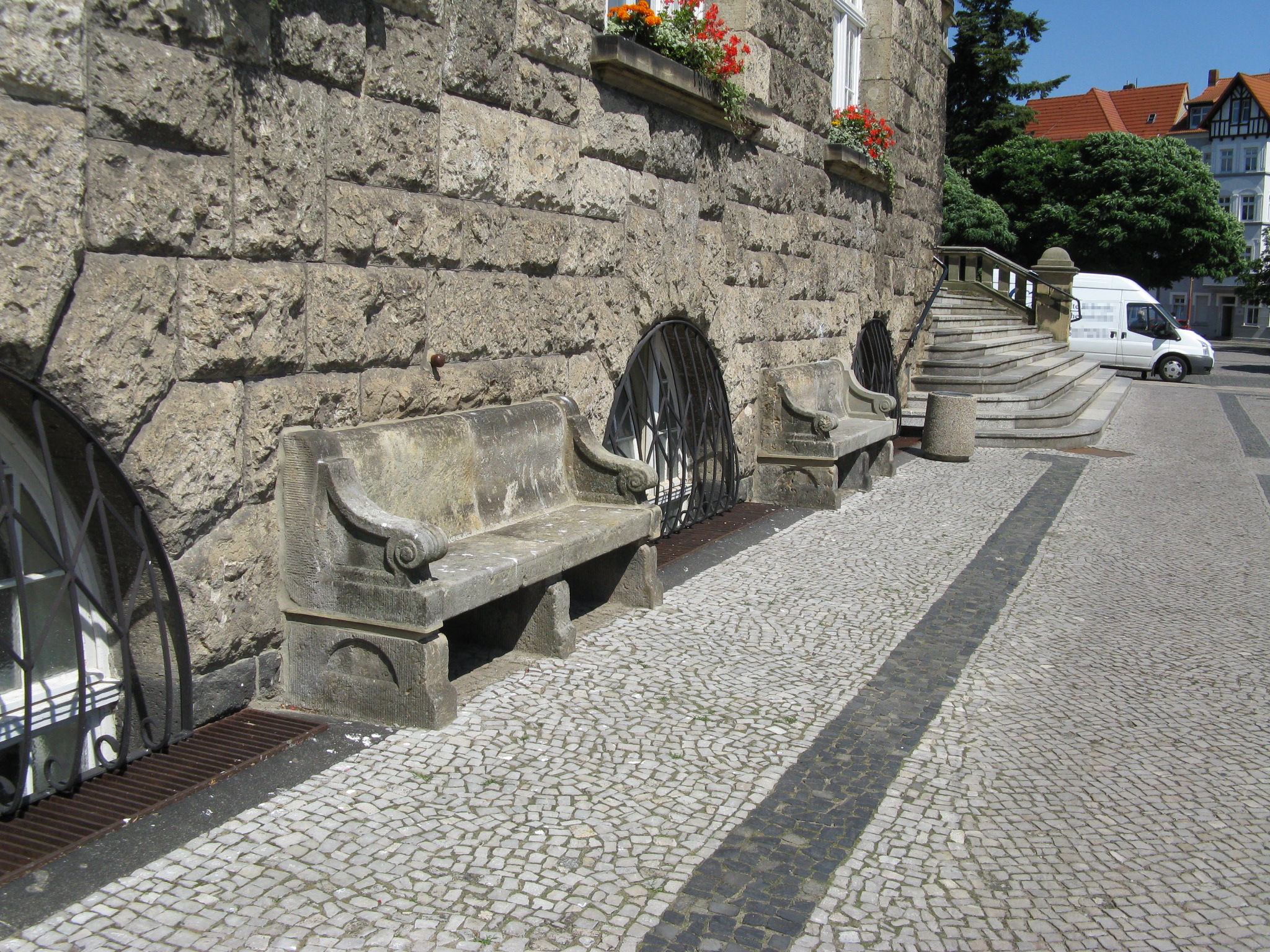
Steinbänke vor dem Rathaus

Das Rathaus Wittenberge, August-Bebel-Straße 10 in Wittenberge, Land Brandenburg, wurde 1912–1914 erbaut und steht unter Denkmalschutz.
Der Bau des Rathauses wurde notwendig, da das alte Stadthaus (Steinstraße 47) für die stetig wachsende Verwaltung der aufstrebenden Industriestadt zu klein geworden war. Die Bauzeit dauerte vom 11. Mai 1912 bis zum 25. Juni 1914. Der Entwurf des Stadtbaurats Friede Everhard Bruns (1860–1944) wurde von dem damals beim Stadtbauamt angestellten, später in Schwerin tätigen Architekten Heinrich Mußfeldt (1882–1958) in allen Einzelheiten ausgearbeitet. Die Baukosten einschließlich Gestaltung des Umfelds betrugen etwa 600.000 Mark.
Das Gebäude hat eine fast quadratische Grundfläche von 44 m mal 43 m. Die Flächen der Hauptschauseiten sind mit Tuffstein verblendet, die gliedernden Schmuckelemente wurden aus Sandstein gearbeitet. Die übrigen Fassaden zeigen Rauputz. Türme, Erker und Dachausbauten wurden mit Kupferblech, das Dach mit dunkelgrauen holländischen Pfannen gedeckt. Mit Bleiverglasung und bemalten Fenstern sowie Wand- und teilweise Deckenverkleidung besonders aufwändig gestaltet wurden das Magistratssitzungszimmer, das kleine Trauzimmer und der große Sitzungssaal. Die Fenster im Treppenhaus wurden mit 46 Stadtwappen geschmückt.
Der Rathausturm mit einer Höhe von 51 m verfügt in 37,5 m Höhe über eine Aussichtsplattform.